# Unionen för demokrati och social utveckling
Unionen för demokrati och social utveckling, l'Union pour la démocratie et le progrès social (UDPS) är ett politiskt parti i Kongo-Kinshasa, tidigare lett av Étienne Tshisékédi wa Mulumba.